# Lubuk Samboa
Lubuk Samboa is een bestuurslaag in het regentschap Mandailing Natal van de provincie Noord-Sumatra, Indonesië. Lubuk Samboa telt 329 inwoners (volkstelling 2010).